# Bohr- und Griffelseeigel
Die Bohr- und Griffelseeigel oder Bohr- und Griffel-Seeigel (Echinometridae) sind eine Familie sehr unterschiedlicher Seeigel. Sie werden manchmal auch Querseeigel genannt, da sie oft eine ovale Schale haben. Das ist wegen der dichten Stacheln aber nicht sichtbar.
An den sehr unterschiedlich ausgebildeten Stacheln werden sie mit ihrem deutschen Trivialnamen unterschieden:
- Dicke, stumpfe Stacheln (Griffelseeigel)
- Kräftige, spitze Stacheln (Bohrseeigel)
- Stacheln als Schild ausgebildet (Schild-Seeigel)

Der Riffdach-Bohrseeigel (Echinometra mathei), mit einem Schalendurchmesser von bis zu 7,5 cm, ist der wohl am häufigsten vorkommende Seeigel der Welt. Sein Verbreitungsgebiet reicht vom Roten Meer und der Ostküste Afrikas bis an die Küsten Japans, Australiens und Hawaiis. Der Griffelseeigel Heterocentrotus mammillatus besitzt 8 – 12 cm lange und 1,3 cm dicke Stacheln. Er ist im Indischen und im Pazifischen Ozean verbreitet. Der Schild-Seeigel Colobocentrotus atratus lebt in der Brandungszone tropischer Korallenriffe. Er besitzt ein abgeflachtes Kalkskelett und kurze, sich verbreiternde Stacheln. Mit den Saugfüßchen des Unterseite kann er sich an den harten Untergrund heften.

## Systematik

### Gattungen
- Anthocidaris A. Agassiz, 1863
- Caenocentrotus H.L. Clark, 1912
- Colobocentrotus Brandt, 1835
- Echinometra Gray, 1825
- Echinostrephus A. Agassiz, 1863
- Evechinus Verrill, 1871
- Heliocidaris L. Agassiz & Desor, 1846
- Heterocentrotus Brandt, 1835
- Selenechinus de Meijere, 1904
- Zenocentrotus A.H. Clark, 1932 [1]

### Arten
- Gattung Anthocidaris Lütken, 1864
  - Anthocidaris crassispina (A. Agassiz, 1863)
- Gattung Colobocentrotus
  - Schild-Seeigel (Colobocentrotus atratus)
- Gattung Echinometra Gray, 1825
  - Echinometra hondoana Nisiyama, 1966 †
  - Echinometra insularis H. L. Clark, 1912
  - Karibischer Bohrseeigel (Echinometra lucunter (Linnaeus, 1758))
  - Riffdach-Bohrseeigel (Echinometra mathaei (Blainville, 1825))
  - Echinometra oblonga (Blainville, 1825)
  - Echinometra vanbrunti A. Agassiz, 1863
  - Echinometra viridis A. Agassiz, 1863
- Gattung Heterocentrotus Brandt, 1835
  - Griffelseeigel (Heterocentrotus mammillatus) (Linnaeus, 1758)
  - Heterocentrotus trigonarius
- Gattung Heliocidaris L. Agassiz & Desor, 1846
  - Heliocidaris australiae (A. Agassiz, 1872)
  - Heliocidaris bajulus (Dartnall, 1972)
  - Heliocidaris crassispina (A. Agassiz, 1864)
  - Heliocidaris erythrogramma (Valenciennes, 1846)
  - Heliocidaris ludbrookae Philip, 1965 †
  - Heliocidaris robertsi Lindley, 2004
  - Heliocidaris tuberculata (Lamarck, 1816)

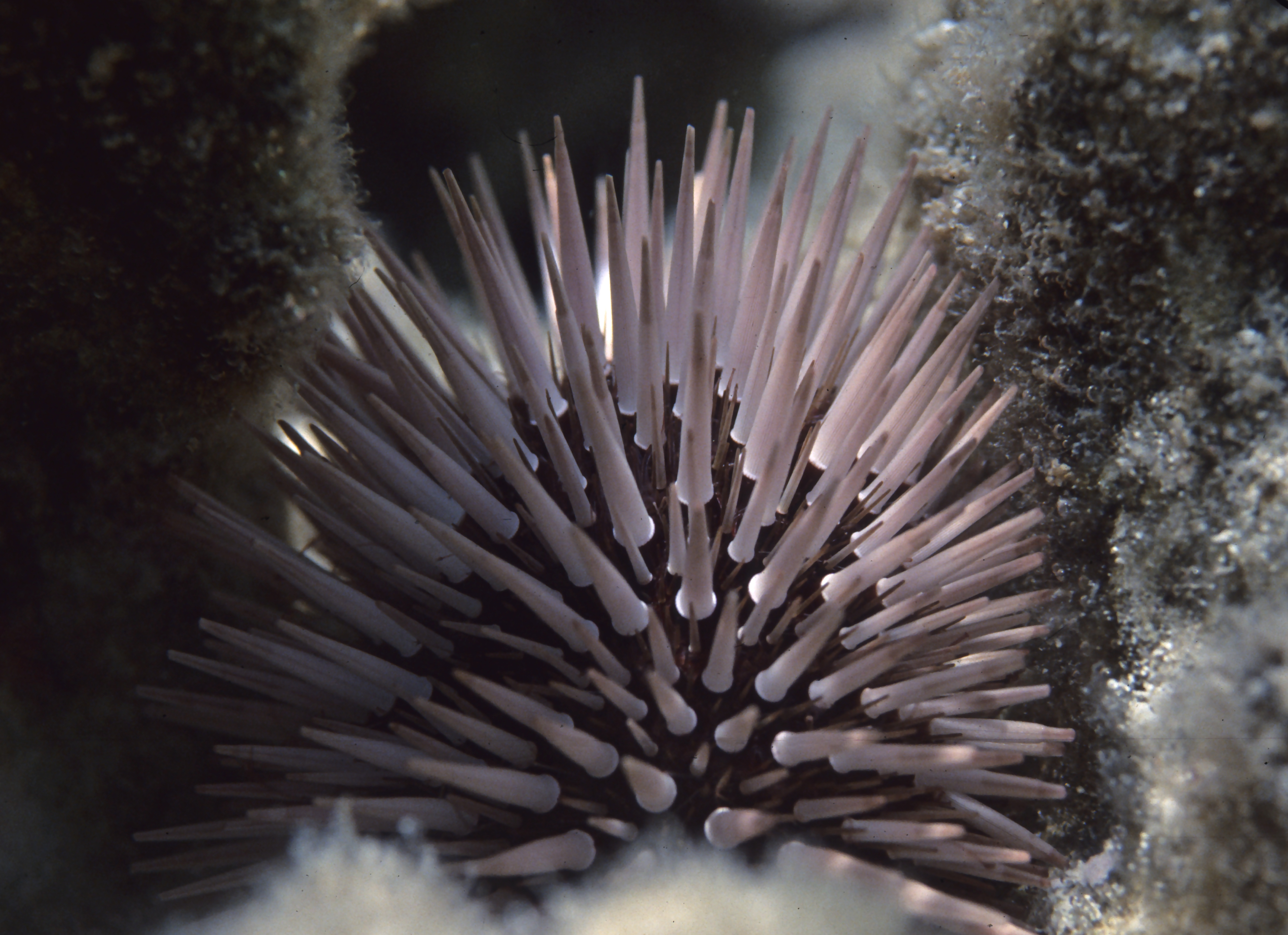
Riffdach-Bohrseeigel (Echinometra mathaei)
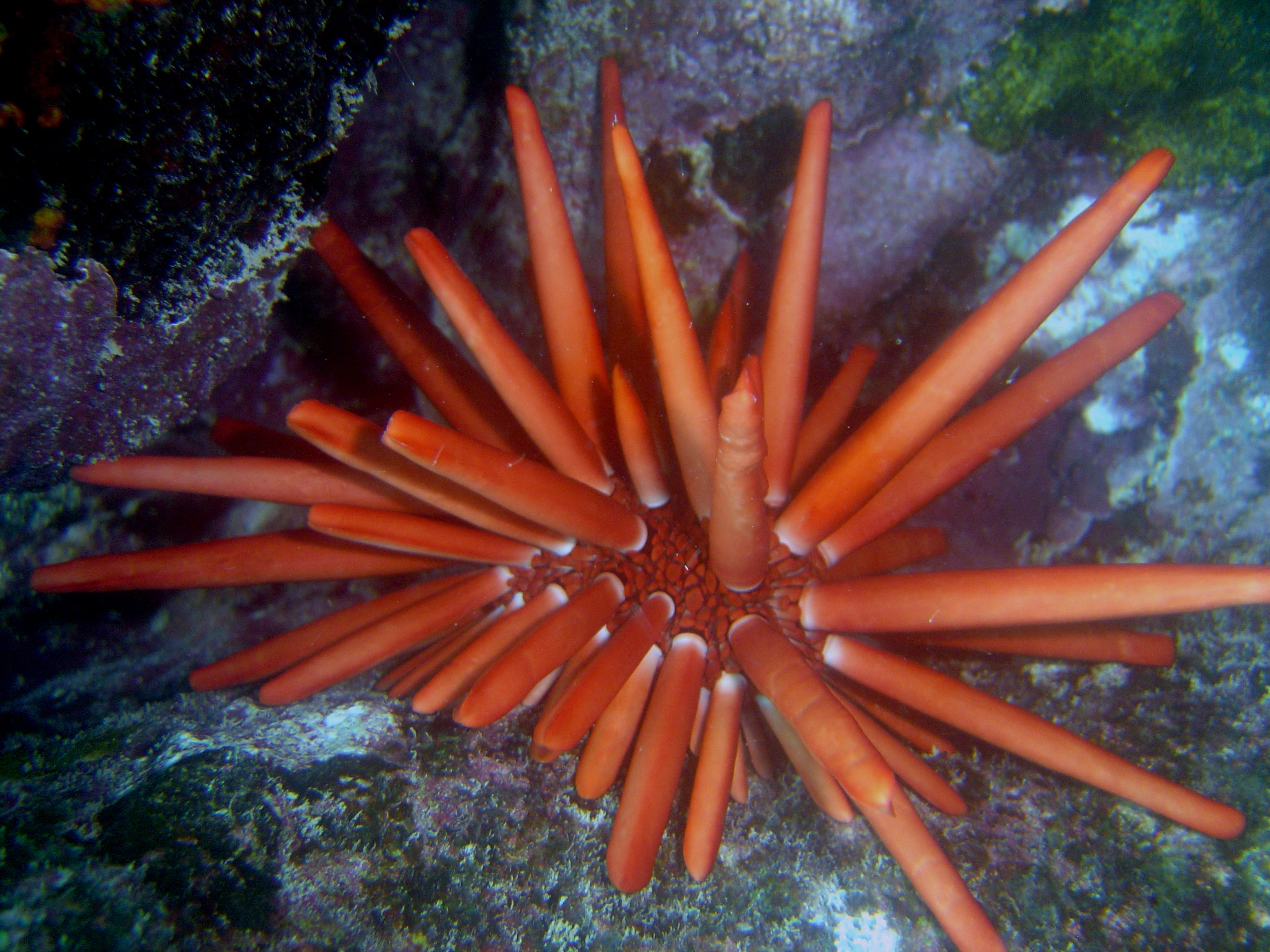
Heterocentrotus trigonarius
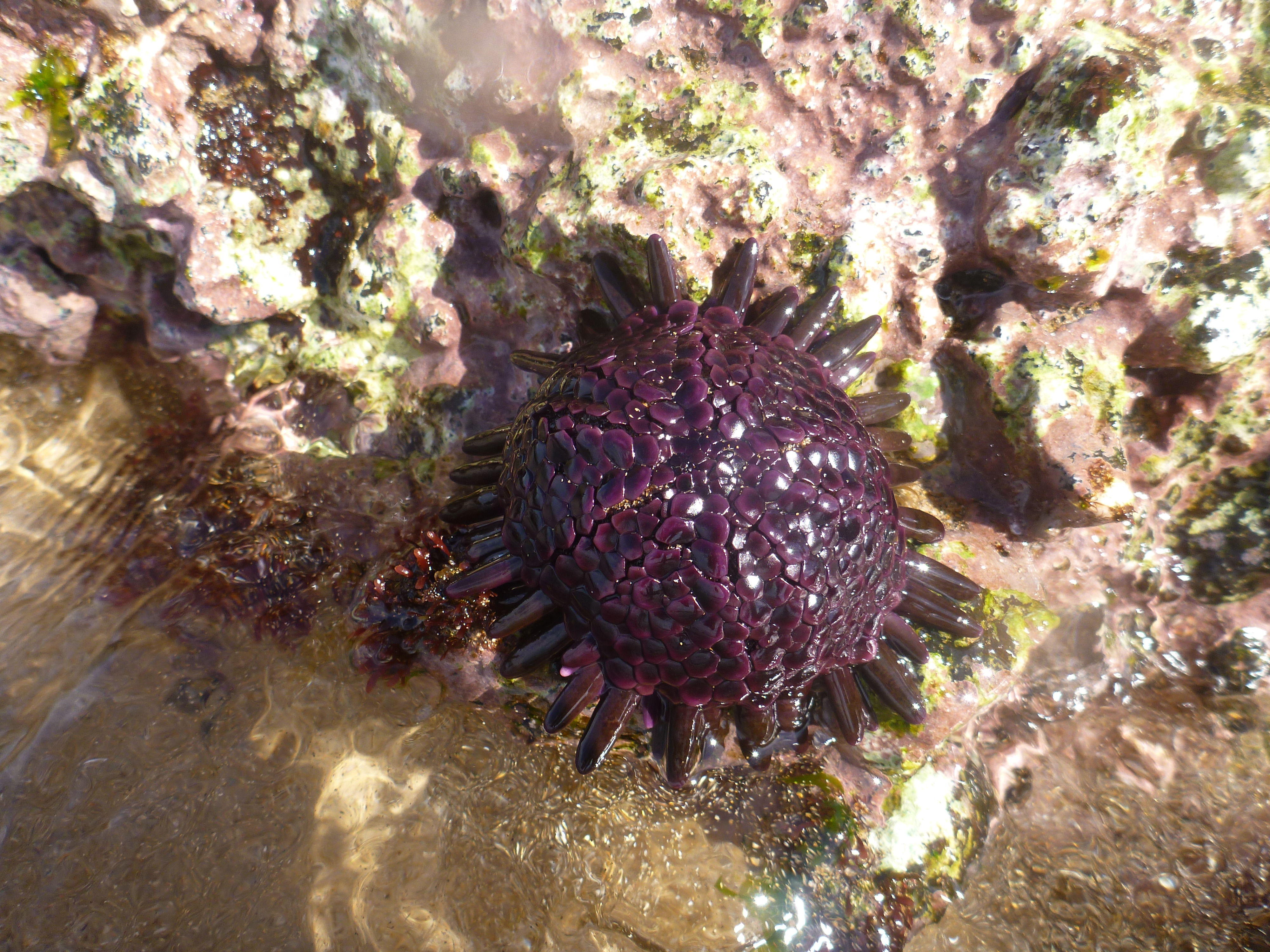
Schild-Seeigel (Colobocentrotus atratus)